# Chelonus punctiscutellaris
Chelonus punctiscutellaris är en stekelart som först beskrevs av Vladimir Ivanovich Tobias 2000.  Chelonus punctiscutellaris ingår i släktet Chelonus och familjen bracksteklar. Inga underarter finns listade i Catalogue of Life.